# Euchromia mathewi
Euchromia mathewi là một loài bướm đêm thuộc phân họ Arctiinae, họ Erebidae.